# Shinagawa (sector special)

Sectorul Shinagawa pe harta Tokyo

Shinagawa (品川区 Shinagawa-ku?) este un sector special al zonei metropolitane Tōkyō în Japonia.

## Personalități născute aici
- Takeo Murata (1907 - 1994), scenarist, regizor.